# Atriplex centralasiatica
Atriplex centralasiatica är en amarantväxtart som beskrevs av Modest Mikhaĭlovich Iljin. Atriplex centralasiatica ingår i släktet fetmållor, och familjen amarantväxter. Inga underarter finns listade i Catalogue of Life.